# پل آلکانتارا

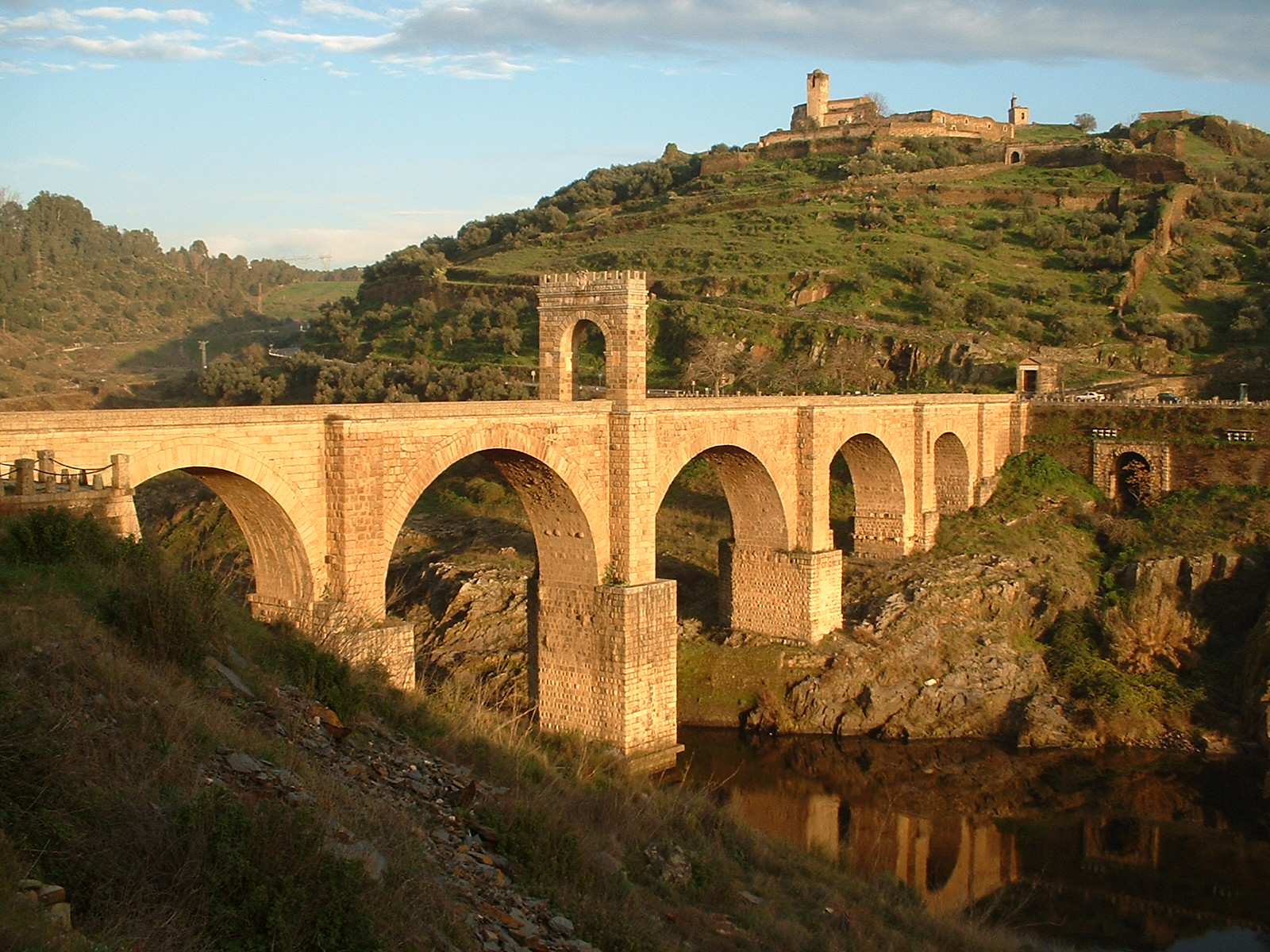
پل آلکانترا

پل آلکانتارا یا پل تراژان، پلی است سنگی و قوسی‌شکل مربوط به دوران روم باستان که بر فراز رود تاقوس در آلکانتارای اسپانیا کشیده شده است. این پل بنا به فرمانی که تراژان، امپراتور وقت روم در سال ۹۸ میلادی صادر نمود در فاصلهٔ سال‌های ۱۰۴ تا ۱۰۶ پس از میلاد ساخته شد. پل آلکانتارا ۱۹۴ متر طول، ۸ متر عرض و ۷۱ متر ارتفاع دارد و طراح آن فردی بوده است به نام گایوس یولیوس لاچر. بر روی دروازهٔ طاقدار میان پل، عبارت Pontem perpetui mansurum in saecula به‌چشم می‌خورد به معنای: «پلی ساخته‌ام که تا ابد پابرجای خواهد ماند».
با این حال وقوع جنگ‌های گوناگون بیشترین آسیب را به سازهٔ این پل رومی وارد کرد. موروها در سال ۱۲۱۴ قوس کوچک سمت چپ پل را تخریب کردند که این بخش در سال ۱۵۴۳ با استفاده از سنگ‌های معادن اصلی بازسازی شد. دومین قوس در سمت راست پل توسط خود اسپانیایی‌ها تخریب شد تا جلوی پیشروی پرتغالی‌ها را بگیرند. این قسمت نیز در سال ۱۷۶۲ به فرمان کارلوس سوم، پادشاه اسپانیا بازسازی شد اما دیری نپایید که بار دیگر در ۱۸۰۹ آنرا منفجر کردند تا اینبار جلوی پیشروی فرانسویان را بگیرند. پل آلکانتارا به‌طور موقت در سال ۱۸۱۹ تعمیر گردید تا آنکه در سال ۱۸۶۰ با استفاده از ملات سنگ بازسازی شد.
این پل شش‌قوسه از سال ۱۹۲۱ تاکنون در فهرست میراث فرهنگی اسپانیا جای گرفته است.